# Пісковловлювач

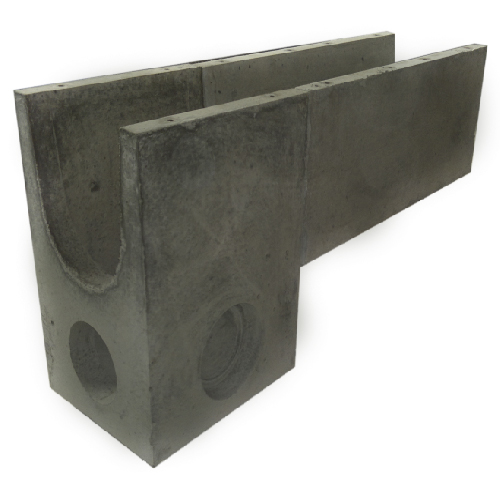
Пісколоток-2

Пісковловлювач (також дощоприймач) — збірна конструкція для підключення лотків до каналізаційної системи з встановленою в середині корзиною для збору піску та сміття